# Dejan (Timiș)

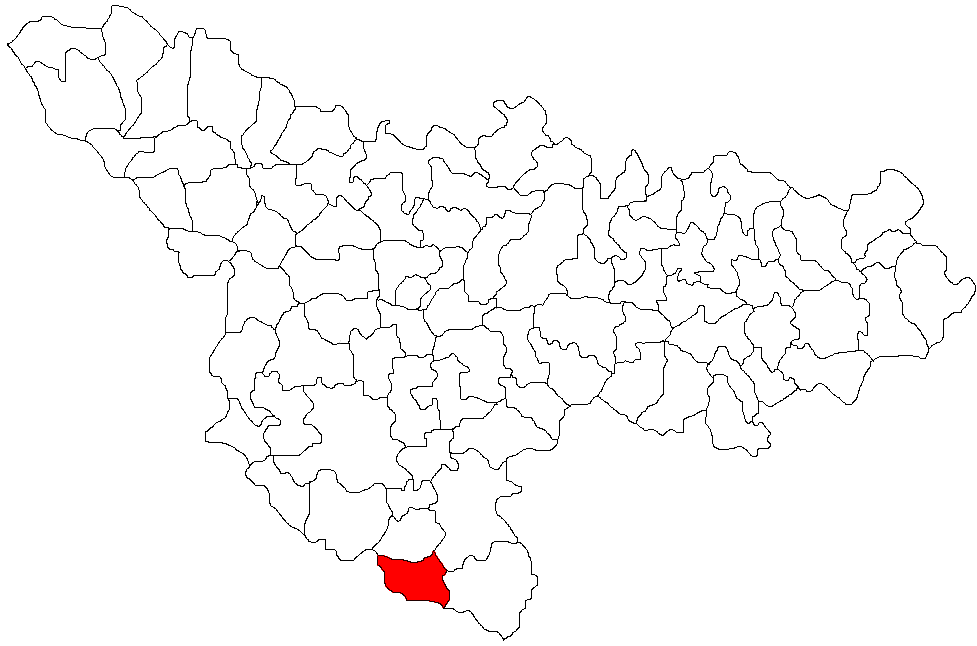
Lage der Gemeinde Moravița im Kreis Timiș

Dejan (veraltet Radovan, Dejani, Dajanfalău; deutsch Deschan auch Deschandorf, ungarisch Dézsánfalva, serbisch Дежан Dežan) ist ein Dorf im Kreis Timiș, Banat, Rumänien. Das Dorf Dejan gehört zur Gemeinde Moravița.

## Geografische Lage
Dejan liegt im Süden des Kreises Timiș, nahe der Grenze zu Serbien, in 60 Kilometer Entfernung von Timișoara.

## Nachbarorte
| Breștea         | Rovinița Mică                               | Percosova |
| Gaiu Mic        | Kompassrose, die auf Nachbargemeinden zeigt | Clopodia  |
| Stamora Germană | Moravița                                    | Gherman   |

## Geschichte
Dejan wurde an der Stelle des einstigen serbischen Dorfes Radovanz, das während der Türkenkriege völlig zerstört wurde, wieder aufgebaut.
Auf der Josephinischen Landaufnahme von 1717 ist der Ort mit 20 Häuser eingetragen. Nach dem Frieden von Passarowitz (1718) war die Ortschaft Teil der Habsburger Krondomäne Temescher Banat. Auf der Mercy-Karte von 1723 ist der Ort von Rumänen bewohnt und hat eine orthodoxe Kirche. Die Rumänen sollten den Ort jedoch verlassen und sich in Mramorak im serbischen Banat niederlassen.
1786 siedelte der kaiserliche Landesadministrator Josef Deschan (De Jean) Rumänen und Serben hier an. Nach ihm wurde die Ortschaft auch benannt. 
Nach dem Österreichisch-Ungarischen Ausgleich (1867) wurde das Banat dem Königreich Ungarn innerhalb der Doppelmonarchie Österreich-Ungarn angegliedert. 
1821 kamen erstmals Ungarn nach Dejan. 1829 ließen sich erneut Ungarn in Dejan nieder. Ab diesem Zeitpunkt waren die Ungarn in der Mehrheit im Dorf. 
Der Vertrag von Trianon am 4. Juni 1920 hatte die Dreiteilung des Banats zur Folge, wodurch Dejan an das Königreich Rumänien fiel.
Dejan war stets ein rumänisch-serbisch-ungarisch gemischtes Dorf.
Infolge des Waffen-SS Abkommens vom 12. Mai 1943 zwischen der Antonescu-Regierung und Hitler-Deutschland wurden alle deutschstämmigen wehrpflichtigen Männer in die deutsche Armee eingezogen.
Dafür mussten die Deutschen aus Rumänien nach dem Seitenwechsel Rumäniens am 23. August 1944 büßen.  
Noch vor Kriegsende, im Januar 1945, fand die Deportation aller volksdeutschen Frauen zwischen 18 und 30 Jahren und Männer im Alter von 16 bis 45 Jahren zur Aufbauarbeit in die Sowjetunion statt.
Das Bodenreformgesetz vom 23. März 1945, das die entschädigungslose Enteignung der deutschen Bauern, als ehemalige Angehörige der Deutschen Volksgruppe in Rumänien, vorsah, entzog der ländlichen Bevölkerung die Lebensgrundlage. Gleichzeitig wurden auch die Häuser der Deutschen entschädigungslos enteignet. Boden und Bauernhäuser wurden an Kleinbauern, Landarbeiter und Kolonisten aus anderen Landesteilen verteilt. 
Durch das Nationalisierungsgesetz vom 11. Juni 1948, das die Verstaatlichung aller Industrie- und Handelsbetriebe, Banken und Versicherungen vorsah, fand die Enteignung aller Wirtschaftsbetriebe statt. Anfang der 1950er Jahre wurde die Kollektivierung der Landwirtschaft vollzogen.
Da die Bevölkerung entlang der rumänisch-jugoslawischen Grenze von der rumänischen Staatsführung nach dem Zerwürfnis Stalins mit Tito und dessen Ausschluss aus dem Kominform-Bündnis als Sicherheitsrisiko eingestuft wurde, erfolgte am 18. Juni 1951 die Deportation in die Bărăgan-Steppe unabhängig von der ethnischen Zugehörigkeit. Die rumänische Führung bezweckte zugleich den einsetzenden Widerstand gegen die bevorstehende Kollektivierung der Landwirtschaft zu brechen. Als die Bărăganverschleppten 1956 heimkehrten, erhielten sie die 1945 enteigneten Häuser und Höfe zurückerstattet. Der Feldbesitz wurde jedoch kollektiviert.

## Bevölkerungsentwicklung
| 1880 | 688 | 39  | 372 | 94 | 183 |
| 1910 | 963 | 137 | 569 | 64 | 193 |
| 1930 | 918 | 106 | 541 | 72 | 199 |
| 1977 | 340 | 93  | 188 | 4  | 55  |
| 2002 | 266 | 218 | 31  | -  | 17  |